# Ghiacciaio Sigyn
Il ghiacciaio Sigyn è un ampio ghiacciaio situato sulla costa della Principessa Astrid, nella Terra della Regina Maud, in Antartide. Il ghiacciaio, il cui punto più alto si trova a oltre 1600 m s.l.m., si trova in particolare nel gruppo montuoso dei monti Orvin, dove fluisce verso nord scorrendo tra i monti Drygalski, a ovest, e i monti Kurze, a est.

## Storia
Il ghiacciaio Sigyn fu scoperto e fotografato per la prima volta nel 1939 grazie a ricognizioni aeree svolte durante la spedizione tedesca Nuova Svevia, 1938-39, ed in seguito rimappato più dettagliatamente nel corso della sesta spedizione antartica norvegese, svoltasi nel 1956-60, che lo battezzò con il suo attuale nome in onore di Sigyn ("amica della vittoria" in norreno), una divinità femminile della mitologia norrena.